# コスメティックロボット
コスメティックロボット は、日本の女性アイドルグループ。初代はSweet-Kiss Promotion所属、レーベルはCheer-Musicで2008年から活動を始め2010年8月15日に解散。2代目以降はモンスタージャパンアソシエーション所属、レーベルはMONSTAR worksとなる。2018年に2代目が再結成されたが年内で解散。2019年に3代目が始動し2022年まで活動した。
初代はテクノポップにロックテイストを盛り込んだ曲とロボットダンスを特徴とする最年少テクノポップユニットとして、東京都内のライブハウスなどで活動した。2代目は新しいメンバーで再始動したものの欠員を埋めることができず解散、2019年以降3代目のメンバーで2022年まで活動した。

## メンバー
3代目
- 相沢美玲（あいざわ みれい）
  - 愛称：みぃぴょん
- 永峰さら（ながみね さら）
  - 愛称：さら姫

※2名ともmomograci(ex.桃色革命)と兼任

### 旧メンバー
初代
- 稲富菜穂（いなとみ なほ、1990年12月16日（34歳）、大阪府出身）
  - 愛称：なっちゃん
- 新芽歩（しんが あゆむ、1994年7月31日（30歳）、東京都出身）
  - 愛称：あむちゃん
  - 現在は高橋りなとして活動
- 橋本亜美（はしもと あみ、1989年6月26日（35歳）、神奈川県出身）
  - 愛称：もっさん

2代目
- 楠花純（くすのき かすみ、12月4日、神奈川県出身）
  - 愛称：かすみ
  - 元One Stopin Stepメンバー（2016年10月 - 2017年5月）
- 新海さや（しんかい さや、6月13日、富山県出身）
  - 愛称：さやちゃん
  - 元One Stopin Stepメンバー（2016年10月 - 2017年5月）
  - ミスiD2019 C-Channel賞[1]
- 増本あきな（ますもと あきな、1月13日、栃木県出身）
  - 愛称：もっさん
  - 桃レボ＿（ももれぼアンダー）兼任。一度芸能界を引退後に、2019年4月21日開催の八王子市「みずき通りフェスティバル」内で開催されていた「ガールズユニットフェス」に、一般参加者として、一般人との1日限定ユニットを組んだ屋根の上のきな粉を経て、その後再度アイドルとして芸能界に復帰し、Ringwanderungに増田陽凪に芸名を改名して移籍

3代目
- 新藤まゆこ（しんどう まゆこ）
  - 愛称：まゆこ
- 佐藤もなか（さとう　もなか）
  - 愛称：もなかちゃん
  - 2021年4月11日加入、2021年10月2日卒業。

## 略歴
- 2008年5月10日、Shibuya DUOにてお披露目。
- 2008年10月5日、表参道FABで初のワンマンライブ開催。
- 2008年11月5日、「シリアルナンバー99」でCDデビュー。
- 2009年3月1日、表参道FABで2ndワンマンライブ開催。
- 2009年7月5日、表参道FABで3rdワンマンライブ開催。
- 2009年10月13日、渋谷O-WESTで4thワンマンライブ開催。
- 2010年8月15日、原宿アストロホールで解散ライブ。
- 2015年6月27日、SHIBUYA DESEOでコスメティックロボットLIVE『Real Final GIG』、『DiasRecordsPresents！森本亜美生誕＆引退ライブ〜8年間の感謝の気持ちを込めて』を開催。
- 2017年12月、新メンバーによる再始動を発表[2]。
- 2018年3月10日、新メンバーお披露目。
- 2018年6月2日、吉祥寺SEATAで1stワンマンライブ「ROBOTS-2018-」を開催。
- 2018年8月13日、『武道館アイドル博2018〜1000人のアイドルと遊ぼう！〜』に出演[3]。
- 2018年8月28日、シングル「GLORIA」とアルバム『Cosrobest』を同時リリース[4][5]。
- 2018年11月7日、増本卒業に伴い活動休止。
- 2018年12月18日、公式Twitterで解散を発表[6]。
- 2019年8月、3代目再始動およびメンバー募集の発表[7]。なお、この時点で参加予定だった池田ゆうかは後に参加を取りやめている．
- 2019年12月22日、3代目お披露目公演
- 2020年12月28日、進藤まゆこ卒業ワンマン
- 2021年4月11日、佐藤もなか加入
- 2021年10月2日、佐藤もなか卒業[8]。

※2022年10月8日、相沢美玲のmomograci卒業に伴い解散。

## 作品
順位は、オリコン週間ランキング最高位

### シングル
1. シリアルナンバー99（2008年11月5日、CHEM-0101、145位）
2. キラメキ★ワンピース（2009年4月29日、CHEM-0103、76位）
3. メタリックドール（2009年9月23日、CHEM-0104、59位）
4. デジタル・LOVE（2010年3月3日、PARA-0992、55位）
5. GLORIA（2018年8月28日、MOWO-0301、110位）

### アルバム
1. Cosrobest（2018年8月28日、MOWO-0302、147位）

### 配信
1. iDOLL（2021年12月27日）

### 未リリース曲
1. Eccentric Luv（作詞作曲編曲：大鹿大輝）

### 映像作品
1. コスメティクロボット『コスゼロ』(2008年10月22日、CHEM-0102）

### 参加作品
- アニメ☆ダンス Presents アニカンヒットチャートセレクション（2009年2月25日、FARM-0164）
  - ETERNAL BLAZE
- もえ☆ダンス presented by アニメ☆ダンス（2009年5月27日、FARM-0176）
  - ヤッターマンの歌
- アニソンぷらす×アニメ☆ダンス コレクション（2009年7月1日、FARM-0179）
  - STRIKE WITCHES〜わたしにできること〜
- Lantis Presents スタ☆コレ（2009年8月14日、LZM-2013）
  - 恋速ジェット
- IDOL PARADE vol.3（2012年9月5日、RTML-0003）
  - メタリックドール

## 出演

### 映画
- アイドル三國志BATTLE（2019年10月、オメガフィルム）‐ 小倉莉紗 役[11]（永峰のみ）